# Moždano specifični angiogenezni inhibitor 3
Moždano specifični angiogenezni inhibitor 3 je protein koji je kod ljudi kodiran BAI3™ genom.

## Literatura
- Nakajima D; Okazaki N; Yamakawa H;  . (2003). „Construction of expression-ready cDNA clones for KIAA genes: manual curation of 330 KIAA cDNA clones.”. DNA Res. 9 (3): 99—106. PMID 12168954. doi:10.1093/dnares/9.3.99.
- Nagase T; Ishikawa K; Miyajima N;  . (1998). „Prediction of the coding sequences of unidentified human genes. IX. The complete sequences of 100 new cDNA clones from brain which can code for large proteins in vitro.”. DNA Res. 5 (1): 31—9. PMID 9628581. doi:10.1093/dnares/5.1.31.
- Strausberg RL; Feingold EA; Grouse LH;  . (2003). „Generation and initial analysis of more than 15,000 full-length human and mouse cDNA sequences.”. Proc. Natl. Acad. Sci. U.S.A. 99 (26): 16899—903. PMC 139241 . PMID 12477932. doi:10.1073/pnas.242603899.
- Bjarnadóttir TK; Fredriksson R; Höglund PJ;  . (2005). „The human and mouse repertoire of the adhesion family of G-protein-coupled receptors.”. Genomics. 84 (1): 23—33. PMID 15203201. doi:10.1016/j.ygeno.2003.12.004.
- Gerhard DS; Wagner L; Feingold EA;  . (2004). „The status, quality, and expansion of the NIH full-length cDNA project: the Mammalian Gene Collection (MGC).”. Genome Res. 14 (10B): 2121—7. PMC 528928 . PMID 15489334. doi:10.1101/gr.2596504.